# عنتر ولبلب (فلم)
عنتر ولبلب هو فيلم مصري.

## اسم الفيلم
كان اسم الفيلم في بداية عرضه (شمشون ولبلب) وبعد أسابيع قليلة من بداية عرضه تم سحبه من دور السينما دون سبب معروف، ثم عاد ليعرض بعدها بستة أشهر باسم (عنتر ولبلب)، وربما لاحظ الكثيرون أن اسم (عنتر) ينطق مع جميع الممثلين بنفس الصوت، وبصوت يخالف صوت الممثلين فعملية التوليف الصوتى به واضحة جداً، فقد تعرَّض الفيلم لعملية مونتاج لشريط الصوت شملت معظمه لحذف اسم (شمشون)، كلما ورد على لسان إحدى الشخصيات واستبداله باسم (عنتر) بصوت يختلف في نبراته وطبقته ودرجة تطابقه مع حركة الشفاه عن أصوات الممثلين الذين يرد الصوت على ألسنتهم، ومن بينهم أصحاب أصوات مميَّزة مثل عبد الوارث عسر، وشكوكو، وهو ما أثار شكوكاً في أن سبب سحب الفيلم من دور العرض لم يكن يتعلَّق فقط بتناوله للصراع الوطنى في مصر، بين المطالبين بتوقُّف المفاوضات، وبجلاء الإنجليز عن مصر، وهى الشعارات التي كانت سائدة آنذاك بين صفوف الحركة الوطنية المصرية، والتي ارتفعت بقوة خلال المد الوطنى الذي أعقب إلغاء معاهدة 1936، لكنها كانت تتعلَّق كذلك بإطلاق اسم (شمشون)، وهو أحد قضاة بنى إسرائيل وتصويره في صورة الرجل الشرير الذي يغتصب أرض غيره، ويفسد حياة أصحاب الأرض الأصليين، وهو ما يعنى أن الفيلم- باسمه الأصلى- كان يحاول أن يربط بين القضية الوطنية المصرية، والقضية الوطنية الفلسطينية، وأن يوجِّه للنشطاء على الصعيدين المصرى والفلسطينى رسالة خلاصتها: (أن الضعف ليس مبرراً للنكوص عن استرداد الحقوق، وأننا إذا لم نكن نملك القوة، فباستطاعتنا أن نستخدم الذكاء); لذلك تم تغيير التسمية من قاضى إسرائيل (شمشون) إلى بطل العرب (عنتر).

## ملخص الأحداث
تقوم أحداث الفيلم في قالب كوميدي حيث يحاول عنتر أخذ محبوبة لبلب ويتزوجها فيقف له لبلب ويعقدا رهانا تكون حيثياته كالتالي:
أن يصفع لبلب عنتر كل يوم على الوجه لمده سبع أيام وإذا تأخر ذهبت محبوبته لعنتر ويساعد عنتر عبد الوارث عسر والد العروس.
ولكن لبلب يستطيع في النهاية أن ينتصر ويضرب السبع صفعات.

## الممثلون
- محمود شكوكو في دور لبلب
- سراج منير في دور عنتر
- عبد الوارث عسر في دور المعلم رضوان
- عبد الفتاح القصري في دور المعلم عقلة
- حورية حسن في دور لوزة
- ببا إبراهيم في دور زوجة عنتر

## روابط خارجية
- مقالات تستعمل روابط فنية بلا صلة مع ويكي بيانات